# István Simicskó
István Simicskó (ur. 29 listopada 1961 w Tiszalöku) – węgierski polityk i prawnik, długoletni parlamentarzysta, jeden z liderów Chrześcijańsko-Demokratycznej Partii Ludowej (KDNP), w latach 2015–2018 minister obrony w trzecim rządzie Viktora Orbána.

## Życiorys
W 1985 ukończył wyższą szkołę handlową, w 2002 został absolwentem prawa na Uniwersytecie im. Loránda Eötvösa w Budapeszcie. W 2009 uzyskał stopień naukowy doktora z zakresu nauk wojskowych. Prowadził m.in. własną działalność gospodarczą w branży ochroniarskiej, był także wykładowcą na różnych uczelniach.
W 1991 wstąpił do Chrześcijańsko-Demokratycznej Partii Ludowej, w 1996 przeszedł natomiast do Fideszu. W 1998 z listy tej partii został wybrany na posła do Zgromadzenia Narodowego. Od 2000 do 2002 był sekretarzem stanu ds. obrony narodowej w kancelarii premiera. W 2002, 2006, 2010, 2014, 2018 i 2022 uzyskiwał parlamentarną reelekcję. W międzyczasie powrócił do odnowionej KDNP (która stała się ugrupowaniem koalicyjnym Fideszu), obejmując w 2006 w jej ramach funkcję wiceprzewodniczącego. W 2003 był jedynym parlamentarzystą biorącym udział w głosowaniu, który nie poparł akcesji Węgier do Unii Europejskiej.
W 2012 objął stanowisko sekretarza stanu ds. sportu w ministerstwie zasobów ludzkich. 10 września 2015 rozpoczął urzędowanie jako minister obrony Węgier, zastępując Csabę Hende, który podał się do dymisji w trakcie kryzysu migracyjnego. Pełnił tę funkcję do 18 maja 2018.
István Simicskó jest żonaty, ma troje dzieci.